# Kajtasovo
Kajtasovo (cyr. Кајтасово) – wieś w Serbii, w Wojwodinie, w okręgu południowobanackim, w gminie Bela Crkva. W 2011 roku liczyła 262 mieszkańców.